# طيبة (مسلسل)
طيبة مسلسل تلفزيوني عراقي، من إخراج إياد نحاس، وتأليف محمد حنش.

## قصة العمل
طيبة شابة عراقية تنتمي لأسرة فقيرة و الدها يعمل حارساً، ولكونها متفوقة وطَموحة تتمكن من إقناع والدها محمود الموافقة على دخولها الجامعة فتُخفي هويتها الحقيقية مدّعيةً أنها ابنة عائلة ثرية. ضمن هذه الأجواء تقع طيبة في حب وسام، وهو ابن أسرة ثرية، ويعيشان قصة جميلة تعكّر صفوها المؤامرات وإخفاء الحقيقة.

## الممثلين
- هند نزار، بدور «طيبة»
- تميم التميمي بدور «وسام»
- صبا إبراهيم، بدور «هناء»
- آسيا كمال بدور «سلوى»
- ذو الفقار خضر بدور «سعد»
- محمد هاشم بدور «محمود»
- رياض شهيد، بدور «حامد»
- أساور عزت بدور «سارة»
- رضا طارش
- حسين عجاج بدور «ماجد»
- ضياء الدين سامي
- بيداء المعتصم
- تيسير أحمد
- ريهام فؤاد
- أحمد حمود
- مكي حداد
- احمد البياتي بدور «هيثم»

## الجوائز
| السنة | الجائزة                                     | الفئة            | النتيجة | المراجع.    |
| ----- | ------------------------------------------- | ---------------- | ------- | ----------- |
| 2021  | جائزة إي تي بالعربي لأفضل الأعمال الرمضانية | أفضل مسلسل عراقي | فوز     | [ 4 ] [ 5 ] |